# Museu de Belles Arts de Granada
El Museu de Belles Arts de Granada és la més important pinacoteca de la mencionada ciutat, més coneguda pel seu patrimoni monumental que pictòric. Després de diversos canvis d'ubicació, té la seu al Palau de Carles V, notable edifici del Renaixement annex a l'Alhambra. Va ser inaugurat el 1839, sent la pinacoteca provincial més antiga d'Espanya.

## Història

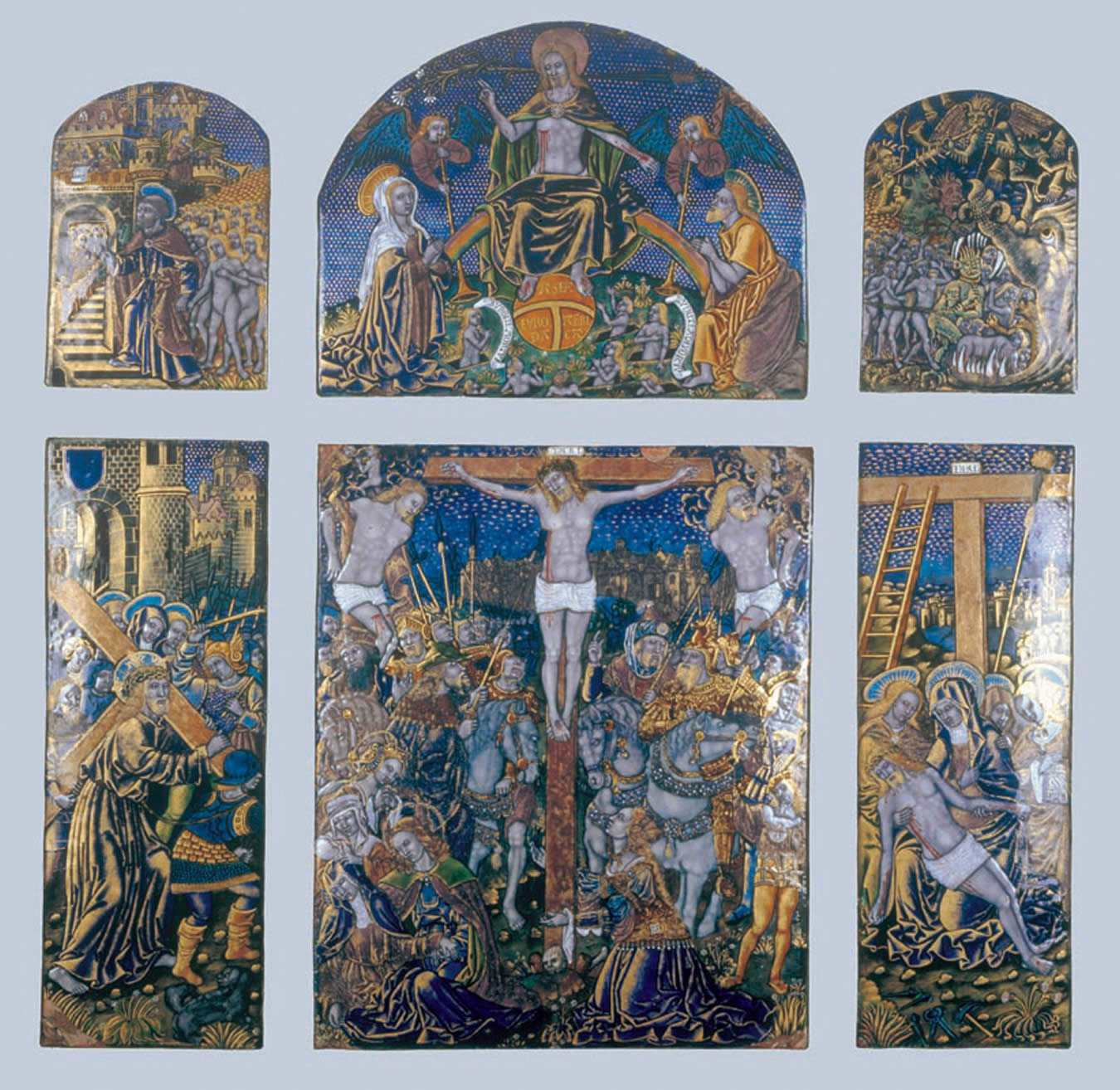
Tríptic del Gran Capità esmalt de Llemotges

Com tants altres museus provincials d'Espanya, aquest Museu de Belles Arts deu el seu origen a la desamortització de Juan Álvarez Mendizábal al segle xix, que va suposar la dispersió de nombroses obres d'art que havien pertangut a ordes religiosos. Així, la institució es va crear per custodiar les obres artístiques, majorment religioses.
El museu es va inaugurar a l'antic convent dominicà de Santa Cruz la Real, l'11 d'agost de 1839. L'any 1889, l'Ajuntament de Granada va adoptar la decisió de dedicar l'edifici a un Institut Militar, per la qual cosa les col·leccions d'art van passar per diverses ubicacions: primer a uns salons de la Casa Consistorial, després a un edifici del carrer Arandas, i finalment a l'anomenada Casa del Castril. Van compartir espai amb el Museu Arqueològic i Etnològic de Granada i la Reial Acadèmia de Belles Arts.
Ja al segle xix, es va plantejar l'oportunitat de recuperar com a seu del Museu el famós Palau de Carles V, considerat l'edifici més important Granada cristiana i que romania buit, en condicions no òptimes. El Patronat del Museu va acordar formalment el trasllat del Museu al mencionat local el 1914, però no va ser fins a 1941 quan el govern espanyol (Direcció General de Belles Arts) va decidir el mencionat trasllat.
El procés va ser llarg, i el Museu no es va inaugurar al Palau fins al 6 d'octubre de 1958, coincidint amb diversos actes amb motiu del V Centenari de la mort de Carles V. La institució es va acomodar a la planta alta de l'edifici, amb òbvies limitacions perquè es va decidir de no alterar la distribució original.
Durant l'any 1994 es van iniciar les obres per ubicar a la planta baixa les dependències del Museu de l'Alhambra. L'eliminació de l'entreplanta existent fins aleshores va fer necessari el trasllat d'algunes àrees de direcció i administració al complex d'edificis conegut com a «Nous Museus» i van continuar a la primera planta del Palau les sales de la col·lecció permanent i per a exposicions temporals.
El Museu va ser sotmès a una nova reforma d'adequació museogràfica segons tècniques modernes i es va tancar temporalment a partir de l'any 2003, inaugurant-se novament el gener de 2008.

## Col·leccions

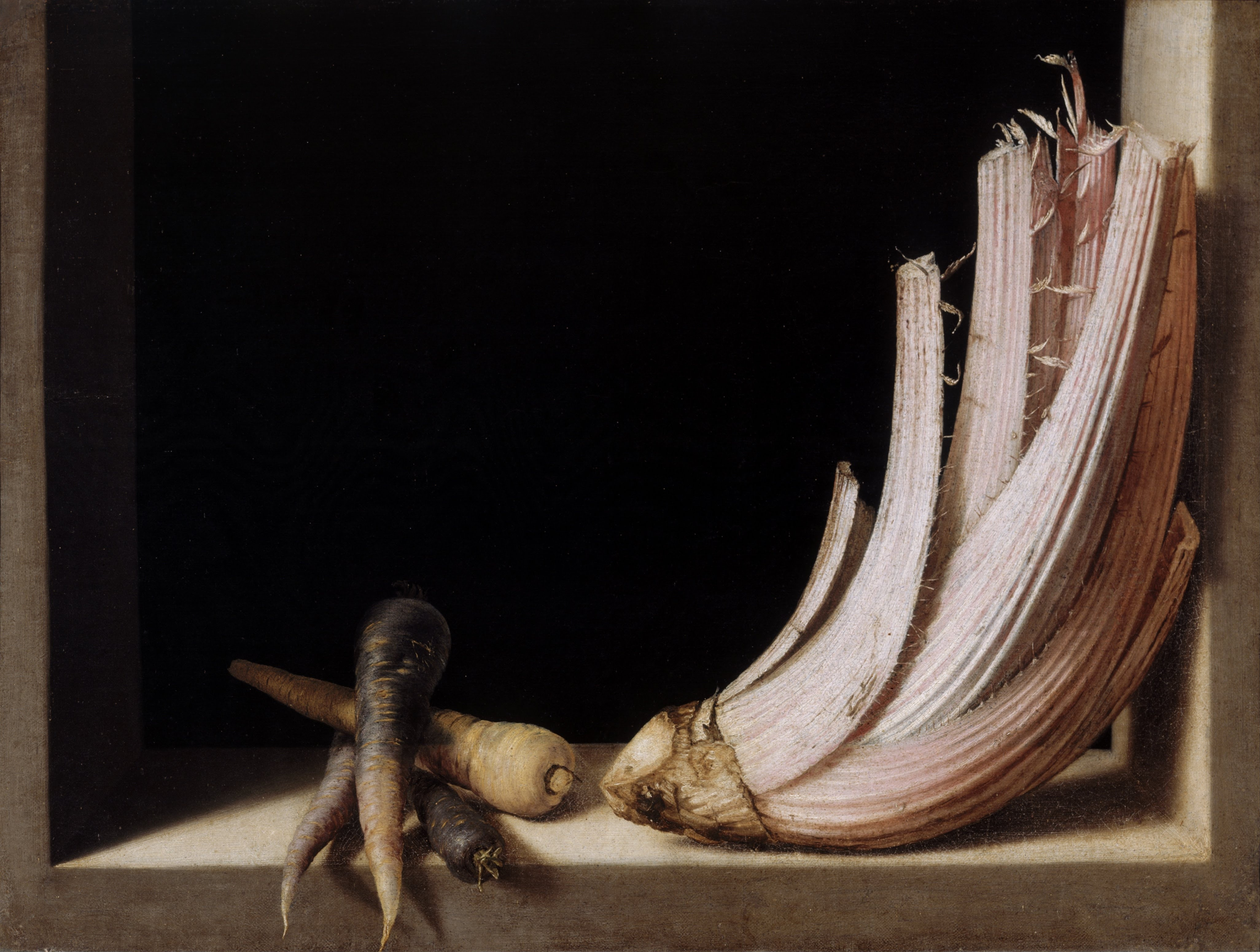
Natura morta del card de Juan Sánchez Cotán

Les col·leccions estan formades majorment per pintures i escultures, des del segle xv fins al xx. Els fons més amplis procedeixen de fundacions religioses desamortitzades en el segle xix. S'han sumat posteriorment obres dipositades pel Museu del Prado, així com compres, tant exemples d'art recent com de vells mestres.
Entre les peces més antigues, destaca l'escultura de Santa Maria de l'Alhambra, de finals del segle xv, atribuïda a Roberto Alemán i que presidia la Porta de la Justícia de l'Alhambra. El 1941 va ser substituïda per una rèplica per preservar-la del deteriorament. De la mateixa època, destaca el Tríptic del Gran Capità, elaborat en esmalt de Llemotges.
Ja de principis del segle xvi, és el gran grup de L'enterrament de Crist, del mestre florentí Jacopo Torni, i una mica posterior, el relleu Mare de Déu amb l'Infant, esculpit en fusta de noguera per Diego de Siloé.
Una de les seccions més distintives és la de començaments del segle xvii, amb Juan Sánchez Cotán com a gran autor. La seva pintura Natura morta amb card és potser la millor obra del Museu, així com peça clau de la seva producció, juntament amb un altre del Museu del Prado. Del mateix artista, el museu té una Mare de Déu despertant l'Infant. Sánchez Cotán era més aviat conservador com a pintor religiós, i la seva fama actual radica en les seves natures mortes.
Un altre exemple de natura morta és Capses de dolços, de Juan van der Hamen i León, procedent del Palau Arquebisbal.
Alonso Cano, granadí de naixement, és un altre gran protagonista del museu. Aquí es custodien La Mare de Déu de l'Estel, Sant Jeroni penitent al desert i l'escultura de Sant Dídac d'Alcalá. També es conserva aquí un bust d'una Dolorosa esculpida per Pedro de Mena, junt amb pintures de la mateixa època, de Juan de Sevilla i Pedro Atanasio Bocanegra.
Ja del segle xix, destaca una Vista de l'Antic Ajuntament de Granada (1873), de Marià Fortuny, i de 1920, un Paisatge de Sierra Nevada d'Antonio Muñoz Degrain.

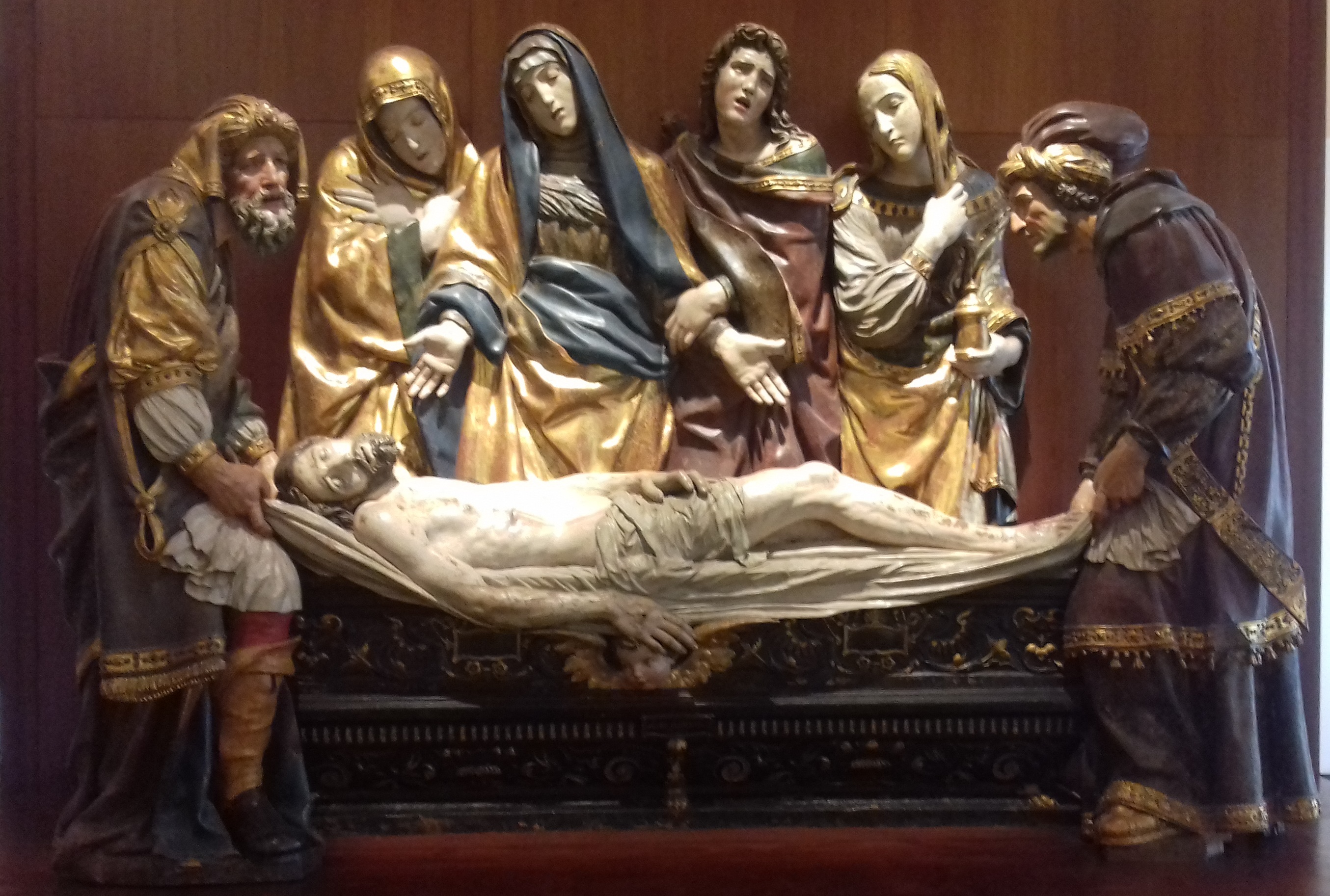
L'enterrament de Crist de Jacopo Torni
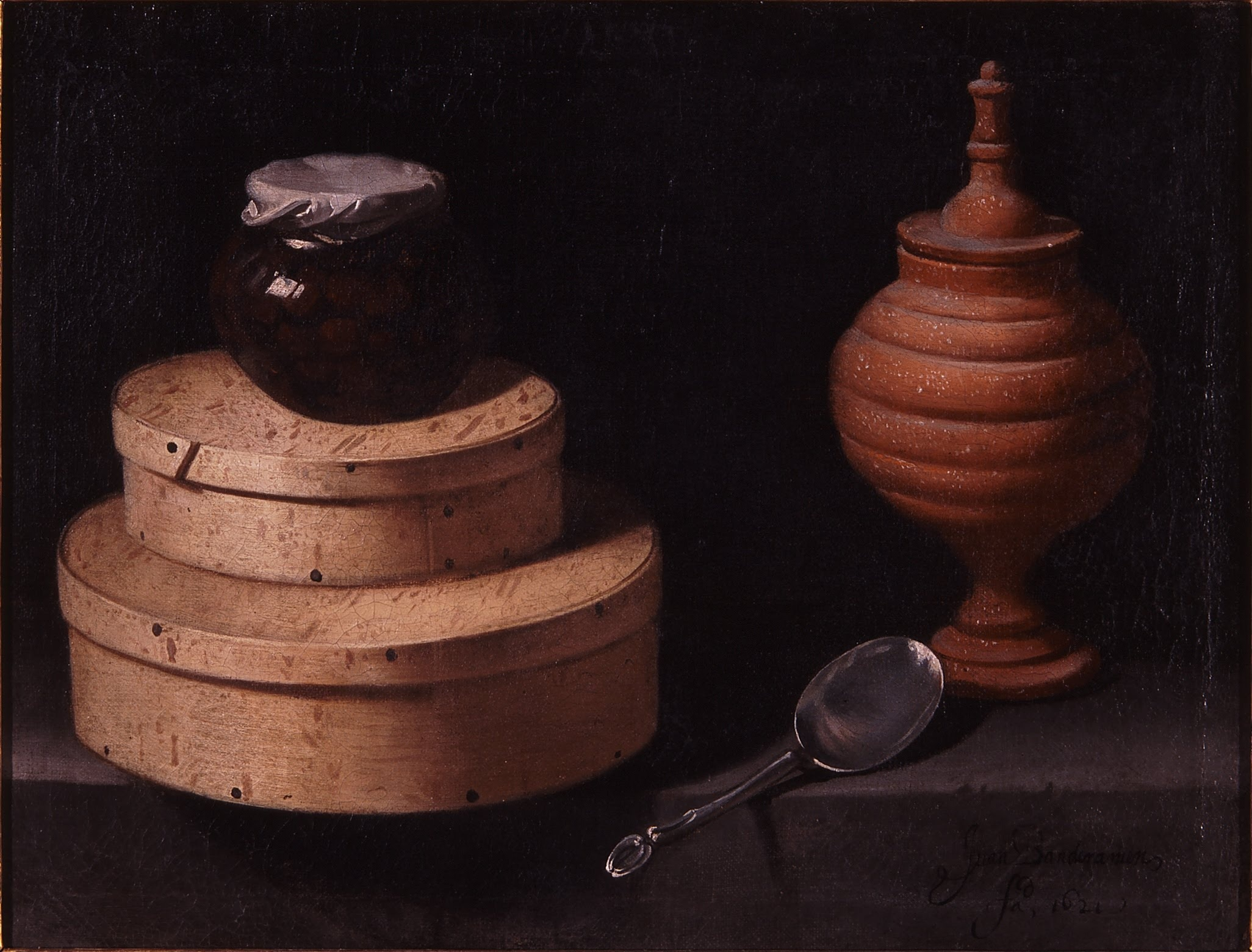
Capses de dolços de Juan van der Hamen i León
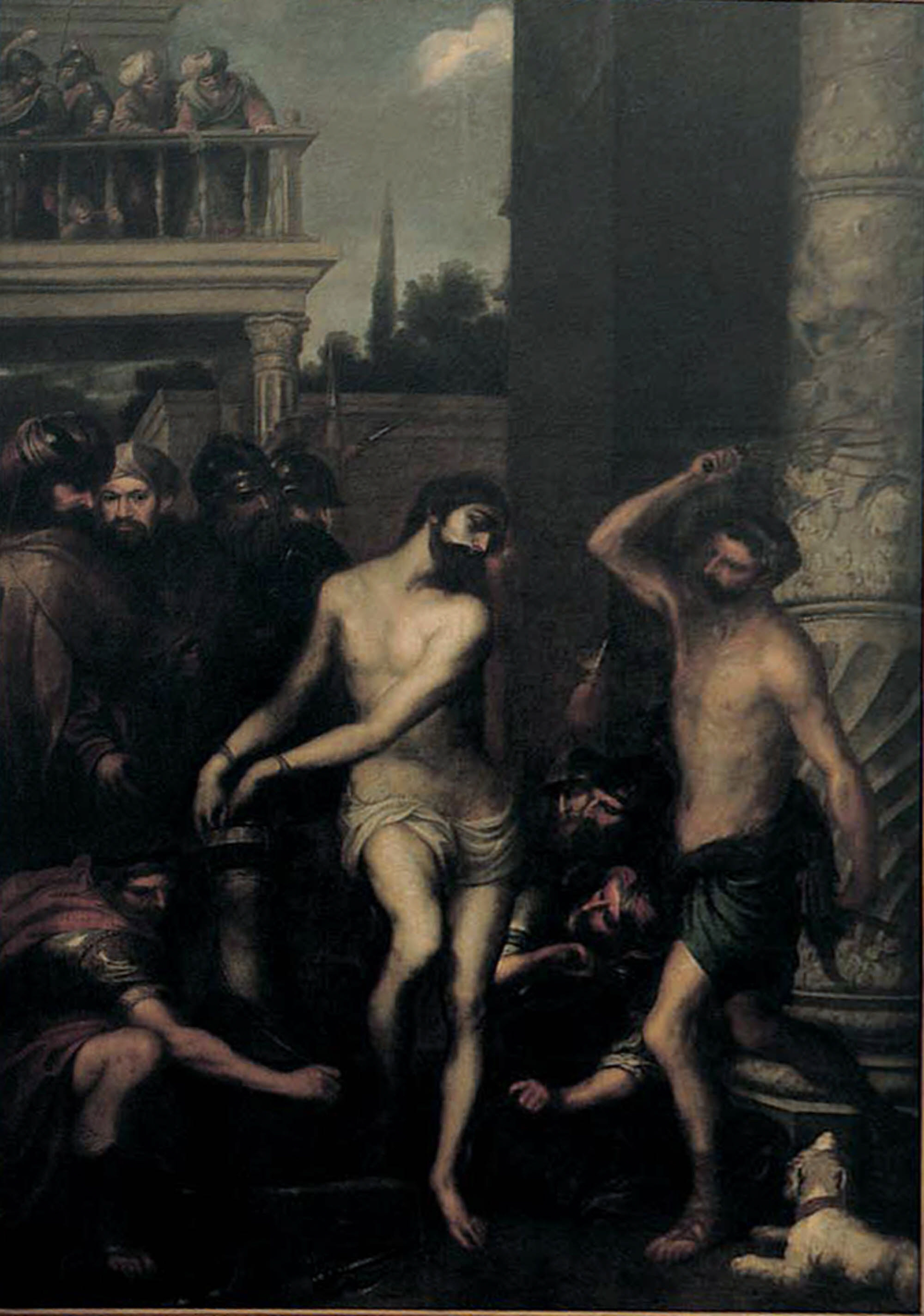
Flagel·lació de Juan de Sevilla
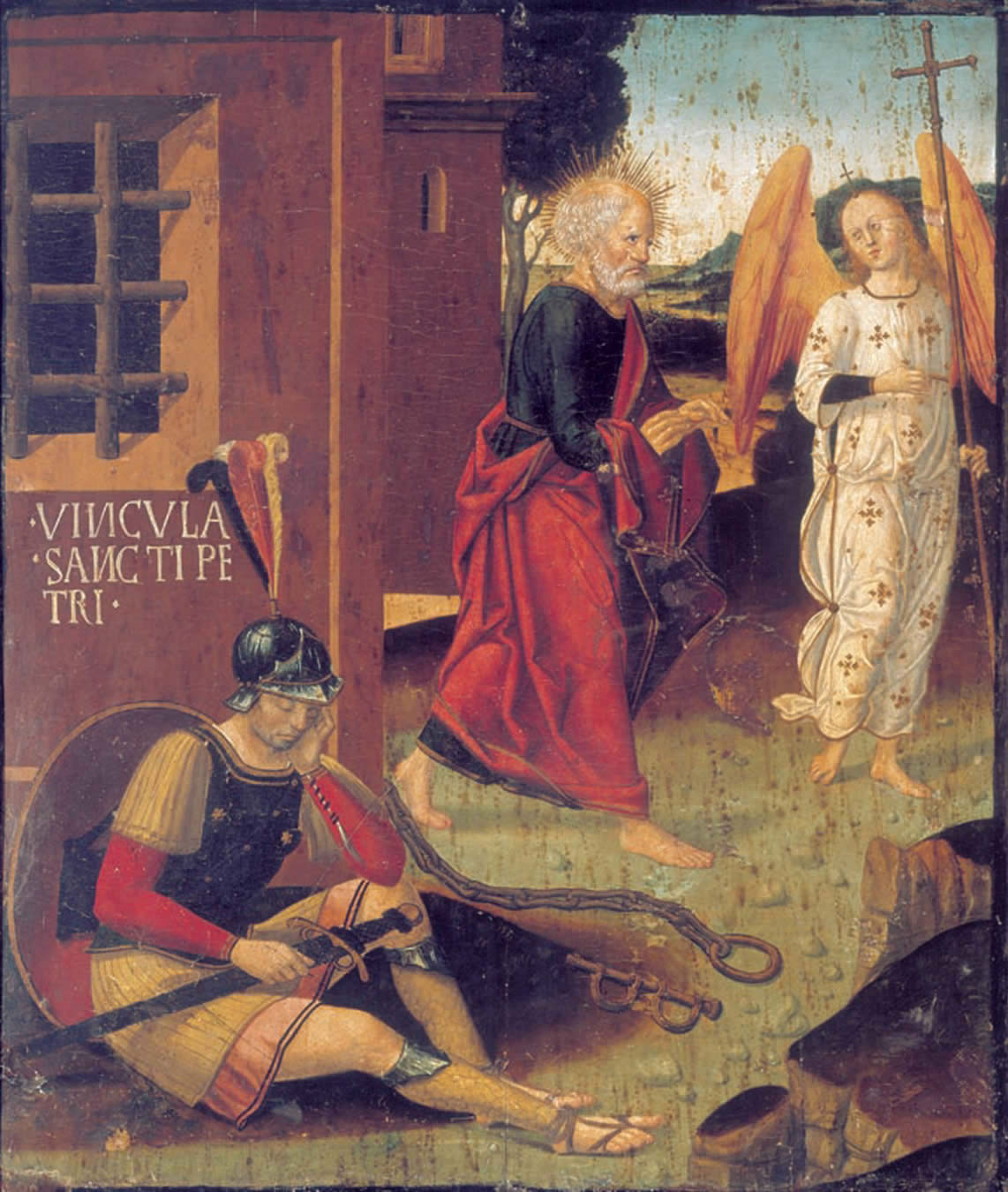
Liberació de sant Pere de Juan Ramírez
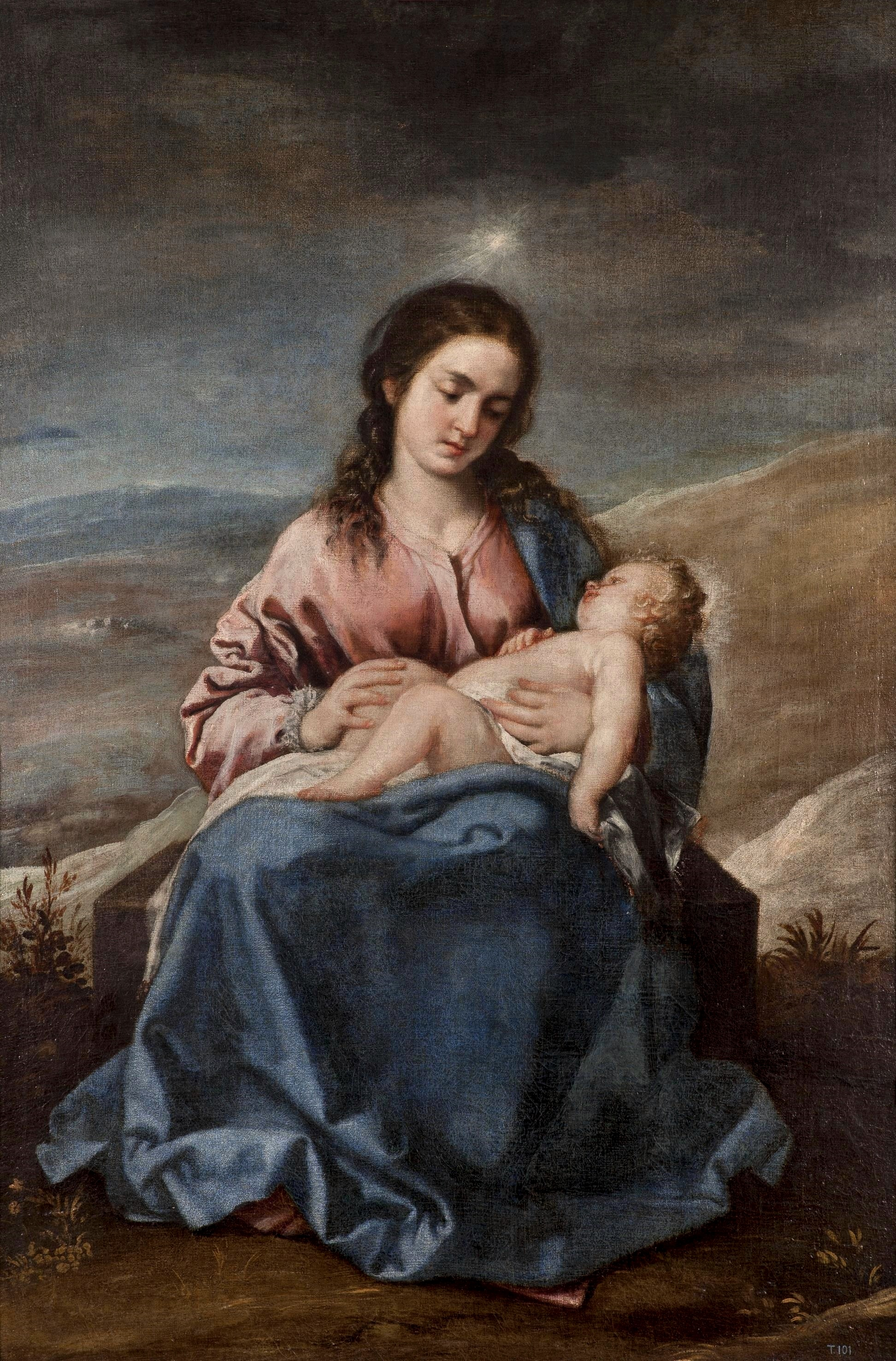
La Mare de Déu de l'Estel de Alonso Cano